# Аделаид-Мерланд, Жак
Жак Аделаид-Мерланд (фр. Jacques Adélaïde-Merlande; 1 июня 1933, Фор-де-Франс — 14 ноября 2024, Лез-Абим, Гваделупа) — мартиниканский французский историк, президент Ассоциации карибских историков 1977—1978 годов.

## Биография
Родился в городе Фор-де-Франс. Часть его предков происходит из Гваделупы, остальные — с Мартиники.
Профессиональный историк, преподавал в Университете Антильских островов и Гвианы (фр. Université des Antilles et de la Guyane). Был президентом этого университета в 1972—1977 годах.
Автор многочисленных книг по истории Карибского бассейна (в частности французских колоний). Приложил немалое количество усилий для координации исследований этой темы франкоязычными, англоязычными и испаноязычными учёными региона. В октябре 2000 получил звание почётного доктора (honoris causa) университета Вест-Индии (англ. University of the West Indies).
Умер 14 ноября 2024 года в возрасте 91 года.

## Основные труды
- Histoire de l'expédition des Français à Saint-Domingue sous le consulat de Napoléon Bonaparte (1802-1803) / Jacques Adélaïde Merlande, Antoine Métral , Isaac Louverture. Paris : Karthala, 2001.
- Les origines du mouvement ouvrier en Мартиника 1870-1900 / Jacques Adélaïde Merlande. Paris : Karthala, 2003
- Histoire contemporaine de la Caraïbe et des Guyanes de 1945 à nos jours / Jacques Adélaïde Merlande. Paris : Karthala, 2003
- Histoire générale des Antilles et de la Guyane / Jacques Adélaïde Merlande. — Paris: L'Harmattan, 2000
- La Caraïbe et la Guyane / Jacques Adélaïde Merlande. Paris : Karthala, 2000
- Delgrès ou la Гваделупа en 1802 / Jacques Adélaïde Merlande. Paris : Karthala, 1998
- Volcans dans l'histoire des antilles / Jacques Adélaïde Merlande, Hervieu J. Paris : Karthala, 1997